# プラキシノスコープ

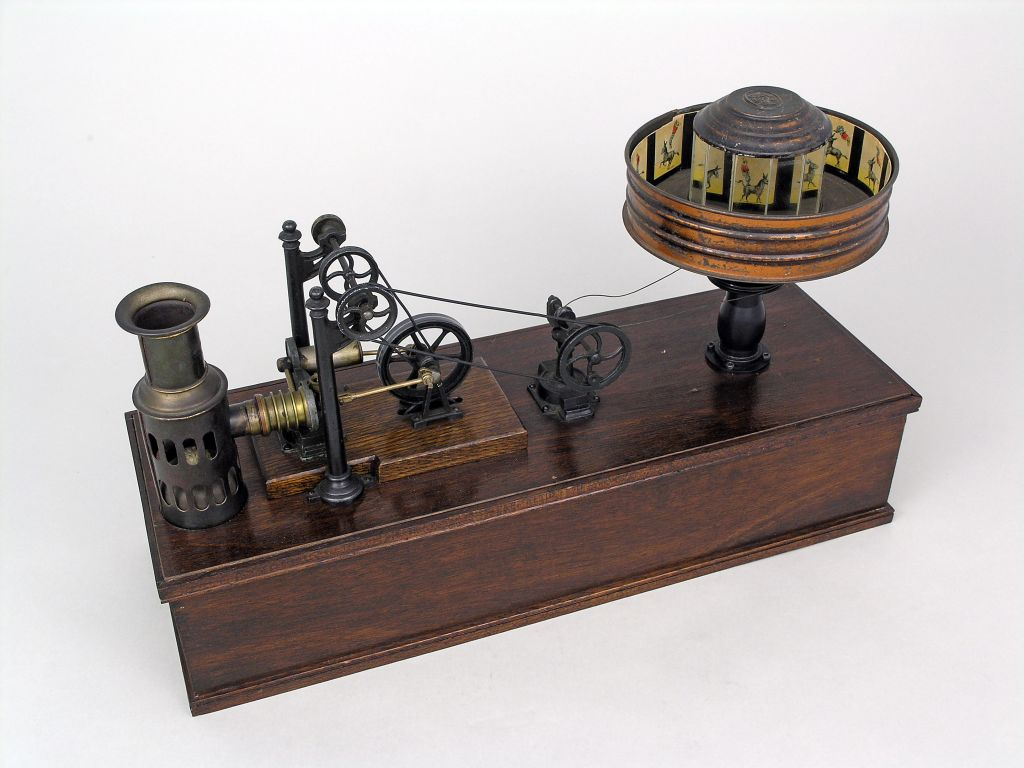
A praxinoscope made by Ernst Plank, of Nuremberg, Germany, and powered by a miniature hot air engine. It is now in the collection of Thinktank, Birmingham Science Museum.

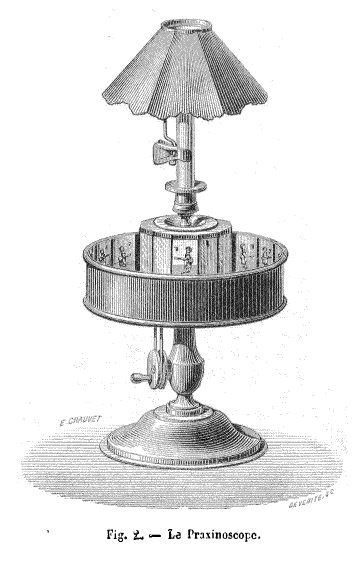
プラキシノスコープ

プラキシノスコープ（英: Praxinoscope）は、回転のぞき絵（ゾートロープ）の進化したアニメーション機器の一種である。1877年、フランスのエミール・レイノーが発明した。ゾートロープと同様、円筒の内側に少しずつ変化する絵を並べて描き、円筒を回転させる。ゾートロープが円筒に開けられたスリットから反対側の内側をのぞく形式だったのに対して、プラキシノスコープは回転軸を鏡で囲い、その鏡に反射して映る絵を見る形態であった。円筒を回転させると、鏡に映る絵が次々に入れ替わり、あたかも動いているかのように見える。ゾートロープに比較すると像が明るく歪みが小さい。
1889年、レイノーはテアトル・オプティークという投射式のプラキシノスコープを開発し、より長い映像をスクリーンに映し出せるようにした。これを使って彼は手描きのカートゥーンのアニメーションを観衆に見せる興行を行ったが、リュミエール兄弟のシネマトグラフに人気を奪われることとなった。
名称の由来は、ギリシア語で「action viewer（動作観察器）」という意味である。
- Bande animée de La Rosace Magique
- Bande animée de Le Trapèze
- Bande animée de Le singe musicien
- Bande animée de Le fumeur